# Wienerberg City

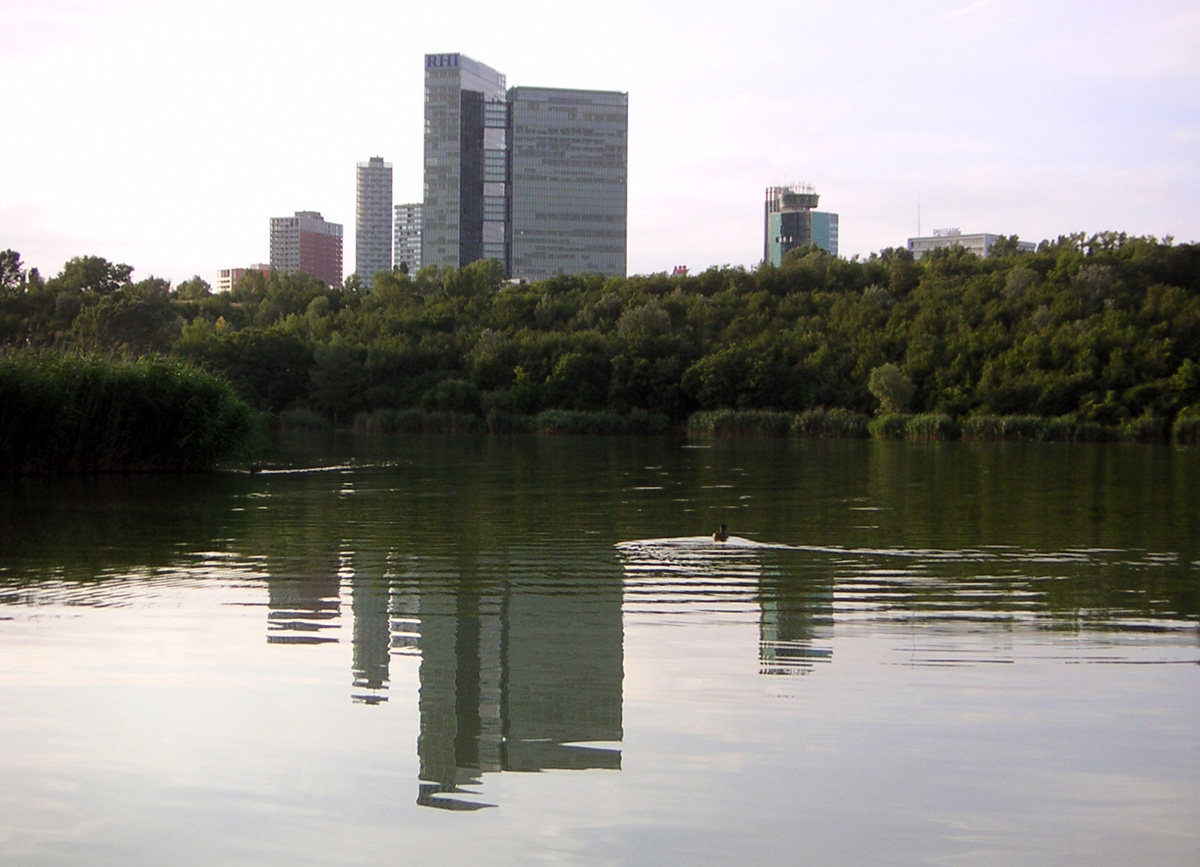
Wienerberg City vom Ziegelteich aus gesehen; von rechts nach links: Philips-Haus, Business Park Tower, Vienna Twin Tower, Monte Verde Tower, Delugan-Meissl-Tower, Mischek-Coop-Tower

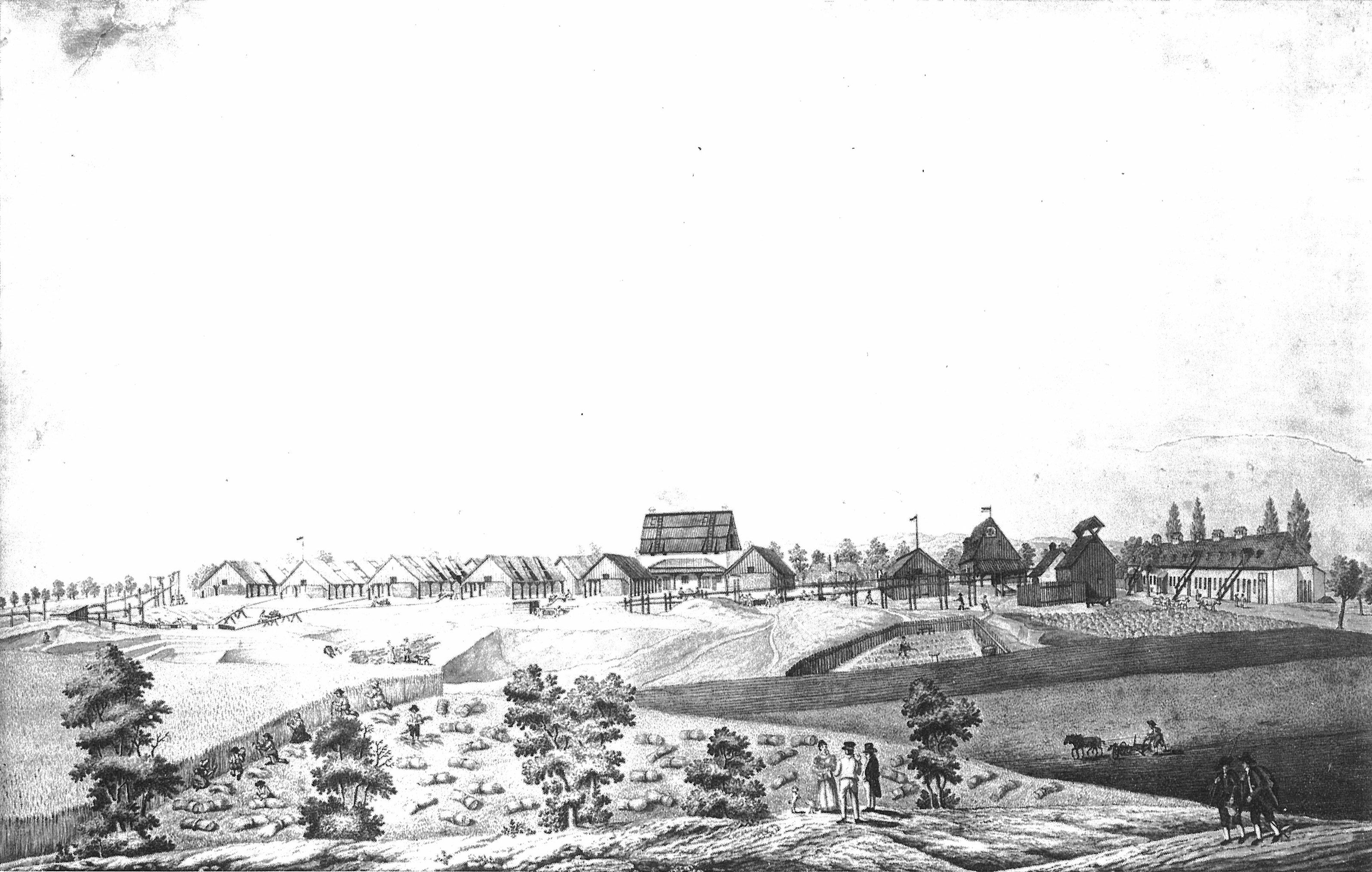
Ziegelei am Wienerberg um das Jahr 1815

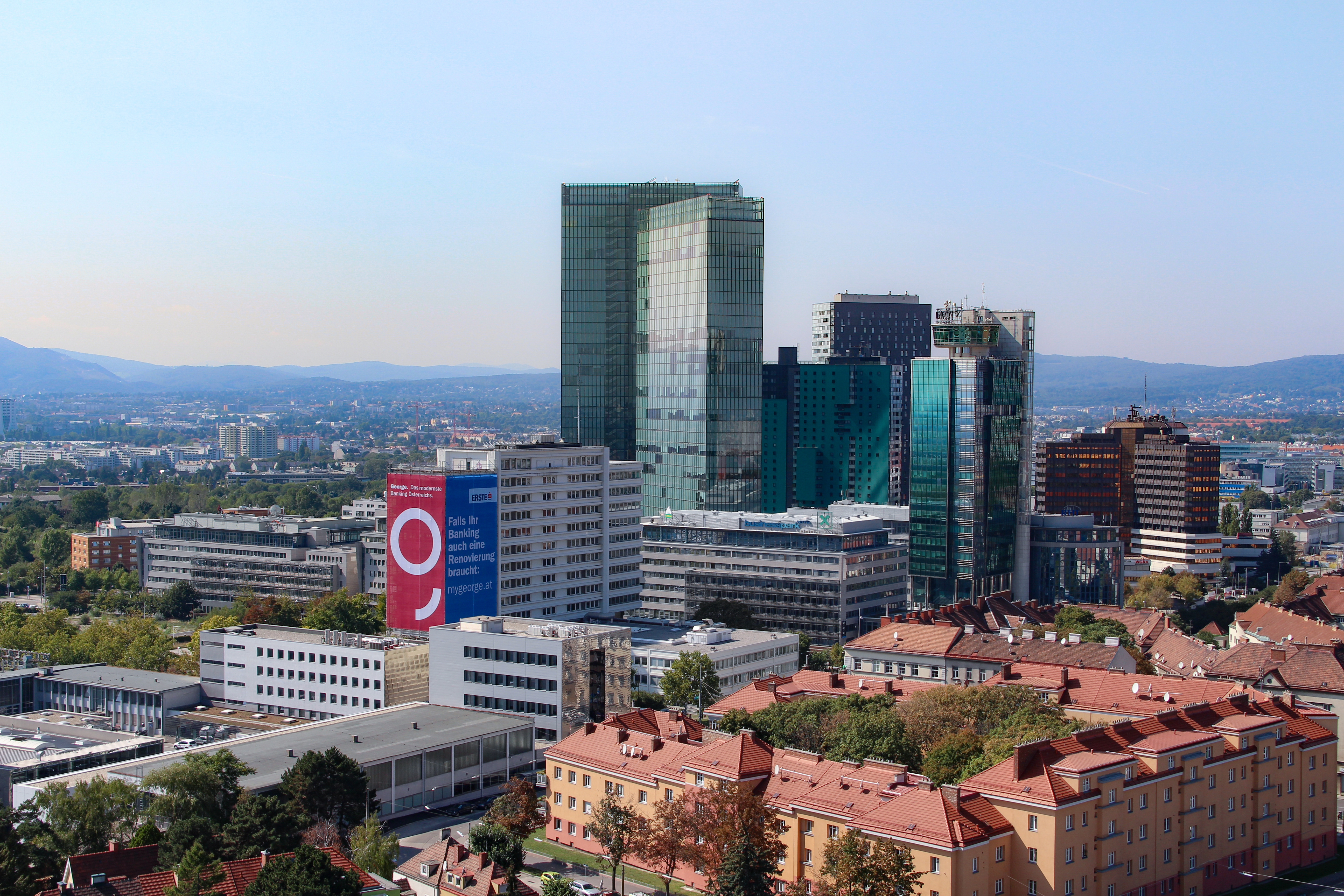
Blick von Nordosten auf die Wienerberg City

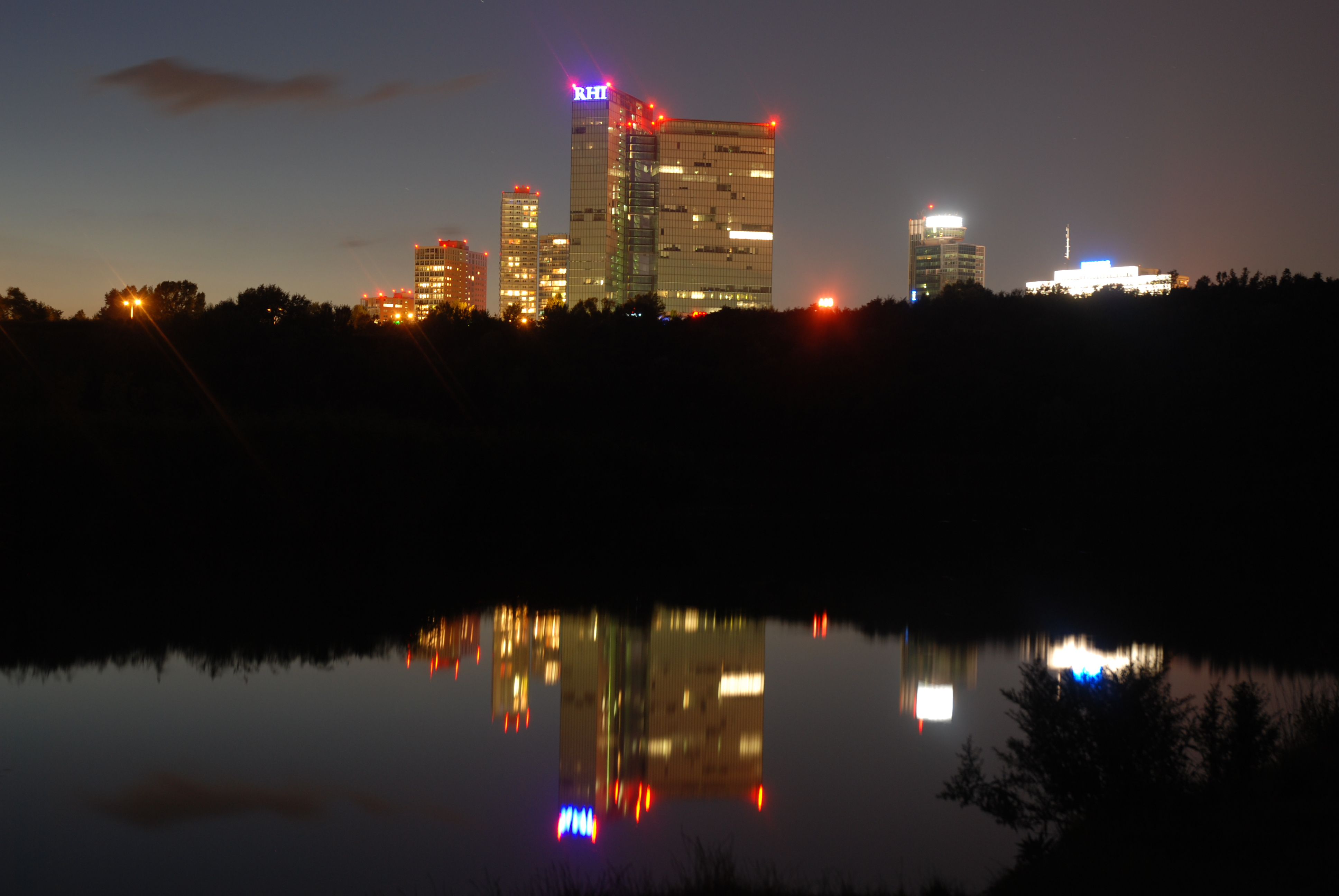
Die Wienerberg City bei Nacht

Die Wienerberg City ist ein Stadtteil im 10. Wiener Gemeindebezirk Favoriten. Sie befindet sich am Kamm des Wienerberges und bildet neben der Donau City und Erdberg den größten Wolkenkratzer-Cluster Wiens.

## Geschichte
Die Geschichte des Areals als Ziegeleigelände findet sich in der Historie des Wienerbergs (siehe dort). Den ersten Schritt zur (Hochhaus-)Urbanisierung setzte dann das von Architekt Karl Schwanzer errichtete Philips-Haus. Die ehemalige Konzernzentrale von Philips Österreich auf dem Wienerberg bildete jahrzehntelang einen solitären Blickfang für aus dem Süden kommende Wien-Reisende. Das seit Ende 2013 leer stehende Gebäude wurde 2013 von der 6B47-Gruppe und der Sans-Souci-Privatstiftung gekauft und wird bis 2016 in ein Apartmentgebäude umgebaut.

### Städtebaulicher Ideenwettbewerb
Anfang der 1980er-Jahre fand ein städtebaulicher Ideenwettbewerb für das Areal des damals unbewirtschafteten Wienerbergs statt. Dieser bildete den Auftakt für die Gestaltung des heutigen naturnahen Naherholungsgebiets mit einer Fläche von 117 Hektar. Im Jahr 1995 wurden 90 Hektar der Gesamtfläche unter Naturschutz gestellt. 1999 wurde mit dem Bau der Wienerberg City – einer Ansammlung von Wohntürmen und Bürohochhäusern – und eines neuen Ziegelteiches begonnen. Das erste Gebäude dieser Art, welches auf dem Kamm des Wienerberges fertiggestellt wurde, war der Vienna Twin Tower im Jahre 2001. Das Projekt sollte in den Folgejahren mehr als 220 Millionen Euro kosten, blieb allerdings nicht unumstritten. So kritisierte Stadtplaner Reinhard Seiß unter anderem die unzureichende Anbindung an öffentliche Verkehrsmittel.

## Gegenwart

### Konzept
Dem Konzept zufolge soll die Wienerberg City "ein moderner und neuer Stadtteil" sein, welcher neue Wohn- und Arbeitsplätze bieten und mit seiner unmittelbaren Nähe zum Naherholungsgebiet Wienerberg, seinen Nutzern und Bewohnern eine hohe Lebensqualität versprechen soll. Dies soll durch die gute Verkehrsanbindung abgerundet werden.

### Allgemeines
Die Gesamtnutzfläche (inklusive Gehwegen, Grünanlagen, Wasserflächen etc.) des heutigen Stadtteiles beträgt rund 230.000 m², wovon rund 130.000 m² auf Büro- und Geschäftsflächen entfallen. Es gibt insgesamt acht Gebäude in der Wienerberg City, davon drei mit einer Höhe von mehr als 100 Metern. Es befindet sich ein Kino, das Cineplexx Wienerberg, eine Shopping-Mall, das 4 Sterne-Hotel „Holiday Inn“, eine Volksschule und zwei Kindergärten auf dem Gelände. Im Areal gibt es rund 1000 Parkplätze, die als ausgedehntes Tiefgaragensystem angelegt sind. Ein Teil der Wienerberg City ist der Business Park Vienna.

### Verkehrsanbindung
Die Wienerberg City ist zwei Minuten Autofahrt vom Autobahnknoten A2/A21/A23/S1 entfernt und befindet sich unmittelbar neben der Triester Straße und der Wienerbergstraße, wodurch sie gut an das Wiener Straßennetz angeschlossen ist. Weiters ist Montag bis Freitag ein eigener Shuttle-Bus (7B) für die Bewohner und Nutzer des Hochhaus-Clusters verwendbar, welcher direkt in der Wienerberg City hält und seine Fahrgäste zum Bahnhof Meidling befördert. Die Wienerberg City wird auch von den Autobuslinien 7A, 15A und 63A und 65A und der Nachtbuslinie N62 angefahren.

#### U-Bahn-Station
Im Zuge des zweiten Teils des Ausbauprojekts Linienkreuz U2/U5 soll hier die Linie U2 ihre Endstation haben. Mit den Detailplanungen soll noch im Jahr 2020 begonnen werden. Nachbarstation der Station Wienerberg wird die die U-Bahn-Station Gußriegelstraße sein. Bis zur Inbetriebnahme der Station soll eine neue Straßenbahnlinie entlang der Wienerberg-Tangente errichtet werden.
Im August 2023 wurden erstmals Detailplanungen zur Station veröffentlicht. Die Station soll unter dem Gesundheitszentrum Süd und dem Gebäude der ÖGK errichtet werden. Der Bahnhof wird über eine Passage zwischen Wienerbergstraße und Carl-Appel-Straße im Osten sowie über einen separaten Zugang in der Rotdornallee im Westen zugänglich sein; alle Zugänge werden mit Aufzügen und festen Stiegen ausgestattet. Als Baubeginn der gesamten Strecke wurde 2028 angegeben, die Fertigstellung ist für 2032 bis 2035 vorgesehen.

## Gebäude (Auswahl)
| Gebäude                   | Höhe (in Meter) | Baubeginn | Bauende | Stockwerke | Nutzung         | Bild |
| ------------------------- | --------------- | --------- | ------- | ---------- | --------------- | ---- |
| Vienna Twin Tower 1       | 138             | 1999      | 2001    | 35         | Büros           |      |
| Vienna Twin Tower 2       | 127             | 1999      | 2001    | 34         | Büros           |      |
| Delugan-Meissl-Tower      | 108             | 2003      | 2005    | 37         | Wohnungen       |      |
| Mischek-Coop-Tower        | 83              | 2002      | 2004    | 27         | Wohnungen       |      |
| Wohnturm Monte Verde      | 77              | 2002      | 2004    | 27         | Wohnungen       |      |
| Business Park Tower       | 74              | 2000      | 2002    | 21         | Büros           |      |
| Philips-Haus              | 45              | 1962      | 1964    | 12         | Hotel und Büros |      |
| Leitstelle WGKK Favoriten |                 |           | 1981    |            | Büros           |      |

### Zukunft
Es ist zwar ein leeres Grundstück vorhanden, jedoch ist nicht voraussehbar, ob die Wienerberg City in naher Zukunft erweitert wird.